# Harbour Defence Motor Launch
Le Harbour Defence Motor Launch sono state una tipologia di unità costruite per la Royal Navy britannica durante la seconda guerra mondiale per proteggere le installazioni portuali e litoranee da incursioni nemiche. In totale vennero costruite 486 unità, spesso utilizzando piccoli cantieri navali privati viste le misure ridotte delle imbarcazioni. Il progetto, risalente al 1939, venne presentato all'Ammiragliato da W J Holt.